# Kyuss
Kyuss fue un grupo estadounidense de stoner rock formado en 1987 en Palm Desert, California por Josh Homme (guitarra), John Garcia (voz), Brant Bjork (batería) y Chris Cockrell (bajo). Son considerados como "los padres del stoner rock" e influenció a muchas bandas como, Sleep, Orange Goblin, entre otros.
Después de lanzar un EP bajo el nombre Sons of Kyuss en 1990, la banda acortó su nombre a Kyuss y reclutó al bajista Nick Oliveri. En los siguientes cinco años el grupo lanzó cuatro álbumes de larga duración y un EP Split con Queens of the Stone Age en 1997. 
En noviembre de 2010, tres exmiembros de la banda (con la excepción de Homme, quien declinó su participación) se reunieron bajo el nombre "Kyuss Lives!" para una gira mundial, y con planes de grabar un nuevo álbum en algún momento. Tras un juicio federal iniciado por Homme, Oliveri abandonó la banda en marzo de 2012, y cinco meses después, el juez S. James Otero, de la Corte del Distrito de California ordenó a Garcia y Bjork que no podían lanzar grabaciones bajo el nombre Kyuss Lives!. Como resultado, cambiaron su nombre a Vista Chino.

## Historia

### Como Katzenjammer y Sons of Kyuss (1987–1991)
La banda se formó en 1987, improvisando bajo el nombre de Katzenjammer (jerga alemana para "resaca") antes de decidirse por el nombre Sons of Kyuss. Brant Bjork eligió el nombre de un monstruo de la primera edición del libro Fiend Folio perteneciente al juego de rol Advanced Dungeons & Dragons. En 1989 la banda grabó su EP debut, el cual fue la única grabación que contó con la participación de Chris Cockrell en bajo. Luego de lanzar el EP en 1990, el grupo reclutó a Nick Oliveri –quien antes había tocado la segunda guitarra en Katzenjammer– para reemplazar a Cockrell en bajo, y acortaron su nombre a Kyuss.

### Como Kyuss (1991–1995)
La primera formación de la banda estaba integrada por John García (vocalista), Josh Homme (guitarra), Brant Bjork (batería), y Nick Oliveri (bajo). Con esta formación grabaron Wretch en 1991 y Blues for the Red Sun en 1992, este último producido por Chris Goss de Masters of Reality, el cual irá produciendo sus sucesivos discos y les dará ese sonido característico del grupo. 
En 1994 graban Welcome to Sky Valley con la incorporación de Scott Reeder de The Obsessed en lugar de Oliveri. En el posterior tour Alfredo Hernández entrará a formar parte del grupo, ocupando el puesto de Bjork (ya que este último dejó la banda por problemas internos, y se unió posteriormente a Fu Manchu), formación con la que se graba ...And the Circus Leaves Town, último disco oficial, y el directo no oficial Mercurious Pools, aunque la disolución definitiva de la banda se producirá dos años después.

### Después de la separación (1996-actualidad)
En la actualidad los diferentes miembros del grupo se encuentran abocados a diferentes proyectos: Josh Homme en Queens of the Stone Age, Them Crooked Vultures, Eagles of Death Metal y Desert Sessions; John Garcia, Brant Bjork y Nick Oliveri en Vista Chino, además de sus proyectos en solitario. Alfredo Hernández en Orquesta del Desierto y Scott Reeder con Butcher y Fireball Ministry y su proyecto en solitario.

## Discografía oficial
Álbumes
- Sons of Kyuss, miniálbum editado como Sons of Kyuss - 1990
- Wretch - 1991
- Blues for the Red Sun - 1992
- Welcome To Sky Valley - 1994
- ...And the Circus Leaves Town - 1995

Split
- Kyuss / Queens of the Stone Age - 1997

Recopilatorio
- Muchas Gracias: The Best of Kyuss, temas en directo y lados B - 2000

Tributo
- Listen Without Distraction: A Tribute to Kyuss, CD tributo de bandas argentinas con comentarios de Scott Reeder - 2004

## Miembros
- John Garcia – voz principal (1987–1996)
- Josh Homme – guitarra (1987–1996), coros (1987–1991)
- Brant Bjork – batería (1987–1994)
- Chris Cockrell – bajo (1987–1991)
- Nick Oliveri – guitarra (1987–1988), bajo (1991–1992)
- Scott Reeder – bajo (1992–1996)
- Alfredo Hernández – batería (1994–1996)